# Nino Cocchiarella
Nino Cocchiarella (né en 1933), professeur émérite de philosophie à l'université de l'Indiana à Bloomington est surtout connu pour son travail en logique formelle et ontologie.
Parmi ses importants articles figurent : Nominalisme et conceptualisme as Predicative Second Order Theories of Predication, Notre Dame Journal of Formal Logic, vol. 21 (1980); Richard Montague and the Logical Analysis of Langage dans Contemporary Philosophy: A New Survey, vol. 2, Philosophy of Language/Philosophical Logic, G. Fløistad, ed., Martinus Nijhoff, la Haye (1981) et The Development of the Theory of Logical Types and the Notion of a Logical Subject in Russell's Early Philosophy, Synthese (en), vol. 45 (1980).
Parmi ses livres on compte  Logical Investigations of Predication Theory and the Problem of Universals (1986); Logical Studies in Early Analytic Philosophy (1987); Formal Ontology and Conceptual Realism, New York, Springer, (2007) et Modal Logic. An Introduction to its Syntax and Semantics (avec Max Freund), Oxford, Oxford University Press, (2008).

## Source de la traduction
- (en) Cet article est partiellement ou en totalité issu de l’article de Wikipédia en anglais intitulé « Nino Cocchiarella » (voir la liste des auteurs).